# Głubczyce (stacja kolejowa)
Głubczyce – ogólnodostępna bocznica szlakowa i przystanek osobowy (dawniej stacja kolejowa) położona w Głubczycach.

## Historia
Plany budowy stacji w Głubczycach sięgają pierwszej połowy XIX wieku. Od 1855 do 2000 stacja była czynna w ruchu pasażerskim, po roku 2000 ruch został całkowicie wstrzymany. 
W 1989 roku (od 3 do 14 kwietnia) na terenie dworca kręcono film "Triumf ducha".
Budynek dworca, przejściowo sprywatyzowany, w 2022 został odkupiony przez miasto za kwotę wyższą niż cena zbycia blisko 10 lat wcześniej.
24 sierpnia 2023 miał miejsce pożar nieużytkowanego budynku stacyjnego.